# Argyrographa eximiata
Argyrographa eximiata là một loài bướm đêm trong họ Geometridae.